# Johannes Schwandt
Johannes Schwandt (* 4. Juni 1888 in Prenzlau; † 1. September 1968 in München) war ein deutscher Jurist und Ministerialbeamter.

## Leben
Johannes Schwandt war ein Sohn des Geistlichen Johannes Schwandt und Klara, geb. Hähnichen.
Schwandt studierte Rechtswissenschaften, erhielt als bedürftiger Student ein Stipendium der Dr. Dibelius-Stiftung für Abiturienten des Prenzlauer Gymnasiums und der Dr. Pökel-Stiftung. 1912 promovierte er mit dem Thema Zum internationalen Aktienrecht. Er war Hilfsrichter am Landgericht III in Berlin.
Ab 1914, im gleichen Jahr legte er sein Assessorexamen ab, war er in der Kaiserlichen Marine und dort als juristischer Hilfsarbeiter im Admiralstab eingesetzt. 1918 wurde er Marine-Hilfs-Kriegsgerichtsrat.
Nach dem Krieg war er kurz im Justizdienst, um dann von 1920 als Oberregierungsrat bis 1945 im Reichsfinanzministerium tätig zu sein. 1923 war er hier in der Abteilung III R (Verkehrssteuern), ab 1924 Ministerialrat und war dann zwischen 1929 und 1931 in der Abteilung IV (Rechtsfragen, Reichsabgaben). Um 1936 kam er in die Abteilung Ia und 1939 als Ministerialdirektor in die Abteilung V (Allgemeine Finanzfragen), hier war er Leiter von der Unterabteilung V/3. 1940 wurde er Ministerialdirigent. Nachdem Mitte 1940 die Deutsche Waffenstillstandskommission eingerichtet worden war, wurde er durch das Reichsfinanzministerium dieser als Spezialist für internationale Rechtsfragen zur Verfügung gestellt und arbeite gemeinsam mit Hugo Fritz Berger die Modalitäten der französischen Zahlungen aus.
Von 1947 bis 1952 war er als Ministerialrat im Ministerium der Finanzen des Landes Niedersachsen und hier Leiter der Abteilung II (Wirtschaft und Recht). Anschließend ging er an das Bundesministerium für Finanzen und war hier bis 1957 Leiter der Unterabteilung II B (Hilfsmaßnahmen für die Wirtschaft, Bundesvermögen, Anleihen, Schulden, Münzwesen). Anschließend ging er in den Ruhestand.
1930 heiratete er die Juristin Dr. Martha Bode.
Als Vertreter der Reichsregierung wurde er nach der Fusion der Commerzbank mit dem Barmer Bankverein 1932 in den Aufsichtsrat der Commerzbank gewählt und blieb dies bis 1938. Nach dem Krieg war er im Aufsichtsrat weiterer Unternehmen, u. a. der Reichs-Kredit-Gesellschaft AG, Elektrowerke AG und der Saarbergwerke AG.

## Werke (Auswahl)
- Die deutschen Aktien-Gesellschaften im Rechtsverkehr mit Frankreich und England. Elwert, 1912.
- Das deutsche Kriegssachschädenrecht. Spaeth & Linde, Potsdam, 1944.